# St. Michael (Schweickershausen)

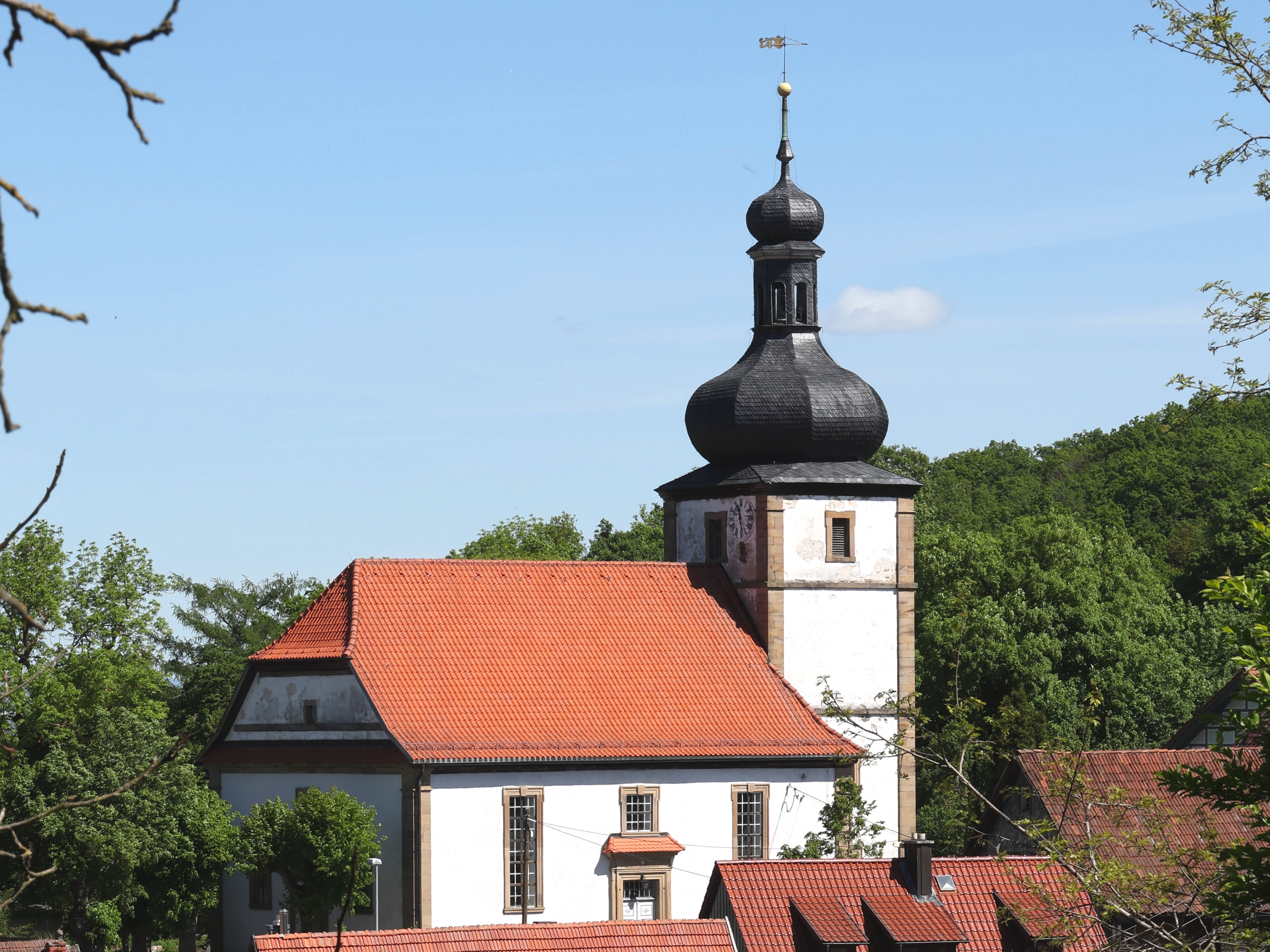
St. Michael in Schweickershausen

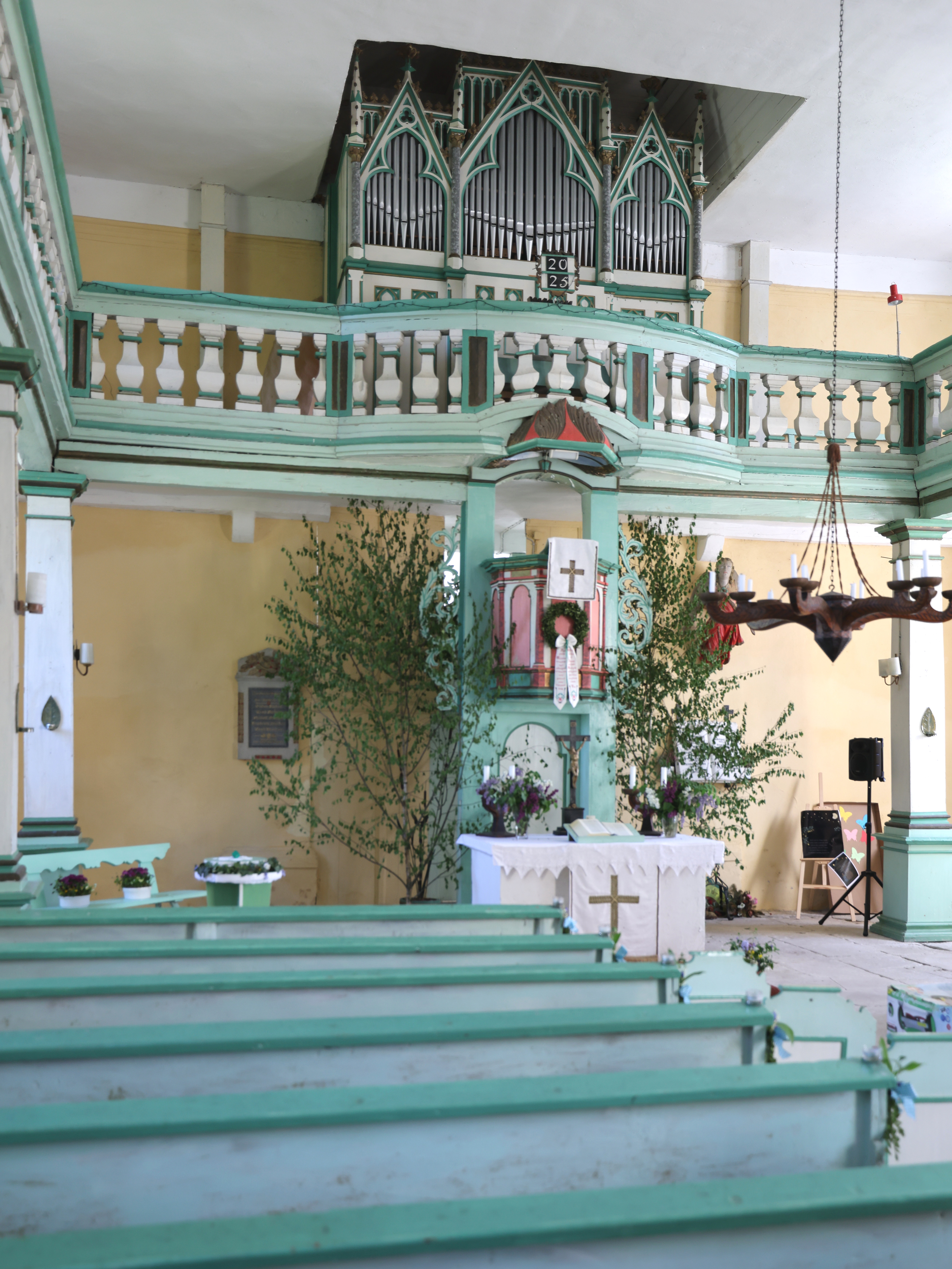
Kanzelaltar mit Orgel

Die evangelisch-lutherische Kirche St. Michael in der Gemeinde Schweickershausen im Landkreis Hildburghausen (Thüringen) wurde 1747 geweiht. Ortsbildprägend steht das denkmalgeschützte Bauwerk neben dem Schloss auf einem Hügel oberhalb vom Ort.

## Baugeschichte
Im Jahr 1485 ließ Martin Truchsess von Wetzhausen hinter dem Schloss ein Gotteshaus errichten. 1747 veranlassten die damaligen Schloss- und Rittergutsbesitzer von Truchseß einen Neubau als Chorturmkirche mit eingezogenem turmtragenden Chorraum in Formen des Barock.
Der Innenraum wird durch eine vierseitige, eingeschossige, hölzerne Empore geprägt, die von einfachen dorischen Holzsäulen getragen wird und eine Balustradenbrüstung hat. Eine weiße Flachdecke bildet den oberen Abschluss. Bis zu einem Feuer durch einen Blitzeinschlag im Jahr 1884 war eine bemalte Tonnendecke vorhanden.
Zur Ausstattung gehören auf der Ostseite ein Steinaltar, über dem sich die Kanzel und die Orgel befinden. Die Orgel baute Theodor Kühn aus Schmiedefeld in den 1890er Jahren. Sie hat zehn Register auf zwei Manualen und Pedal. Der Chorraum beherbergt die vier Meter lange und ca. dreieinhalb Meter breite Sakristei, in der an der Ostseite ein Grabstein von 1552 steht.
Über dem Chorraum erhebt sich der Kirchturm mit drei Geschossen. Er trägt zwei barocke, verschieferte Zwiebeln, getrennt durch eine Laterne. Den oberen Abschluss bildet ein Turmknopf und eine Wetterfahne. Drei Stahlglocken hängen an Stelle von Bronzeglocken, die in den Weltkriegen eingeschmolzen wurden, im Turm.
Im Westen befindet sich unter der Empore der ehemalige Herrenstand, der Kirchensitz der adeligen Dorfherrschaft. Der mit Fenstern, Tür und Wappenstein von 1747 ausgestattete Raum wurde zur beheizbaren Winterkirche umgestaltet. Unter dem Kirchenschiff ist außerdem eine nicht begehbare Erbgruft der Dorfherrschaften vorhanden.
Anfang der 1970er Jahre wurde die Kirche umfangreich instand gesetzt. Am vierten Advent 1974 war die Wiedereinweihung. Dabei bekam das Gotteshaus den Namen des heiligen Erzengels Michael. Die nächste Renovierung war im Jahr 1983, unter anderem mit einer Neubeschieferung des Kirchturmes, abgeschlossen. Von 1992 bis 1994 wurde eine weitere Sanierung, unter anderem mit einer neuen Dacheindeckung, durchgeführt.